# Teufelsbruch (Wolfsbruch)
Teufelsbruch (Wolfsbruch) este o arie protejată (arie specială de conservare — SAC, sit de importanță comunitară — SCI) din Germania întinsă pe o suprafață de 53,53 ha, integral pe uscat.

## Localizare
Centrul sitului Teufelsbruch (Wolfsbruch) este situat la coordonatele 53°10′37″N 12°55′43″E / 53.1769°N 12.9286°E.

## Înființare
Situl Teufelsbruch (Wolfsbruch) a fost declarat sit de importanță comunitară în septembrie 2000 pentru a proteja 10 specii de animale. Situl a fost protejat și ca arie specială de conservare în decembrie 2016.

## Biodiversitate
Situată în ecoregiunea continentală, aria protejată conține 3 habitate naturale: Lacuri și iazuri distrofice naturale, Mlaștini turboase de tranziție și turbării mișcătoare, Mlaștini împădurite.
La baza desemnării sitului se află mai multe specii protejate:
- păsări (3): lăcar-de-rogoz (Acrocephalus schoenobaenus), codalb (Haliaeetus albicilla), sfrâncioc roșiatic (Lanius collurio)
- amfibieni (1): triton cu creastă (Triturus cristatus)
- mamifere (3): liliac cârn (Barbastella barbastellus), vidră de râu (Lutra lutra), liliac comun (Myotis myotis)
- nevertebrate (3): libelule (Leucorrhinia pectoralis), Vertigo angustior, Vertigo moulinsiana

Pe lângă speciile protejate, pe teritoriul sitului au mai fost identificate 16 specii de plante, 1 specie de păsări, 3 specii de amfibieni, 1 specie de nevertebrate, 2 specii de reptile.